# Cerkev sv. Mateja, Spodnje Škofije
Cerkev sv. Mateja je nekdanja cerkev na Spodnjih Škofijah.

## Lokacija
Cerkev stoji v središču naselja, na nekdanjem pokopališču, nekoliko je odmaknjena od ceste, ki vodi do mejnega prehoda in v Trst, za župnijsko cerkvijo.

## Zgodovina cerkve
Leto izgradnje je vklesano na kamniti prekladi vhodnega portala, na kateri je grb in napis FRANZ ZENO EPIS IVSTIN ANNO DNI M.DC.LXXIV, ki priča, da je cerkvico posvetil koprski škof Frančišek Zeno.  
Že pred tem je na tem mestu stala cerkvica, zgrajena 1568, vendar o njej ni podatkov.
Do ustanovitve župnije Škofije leta 1960 je bila na Spodnjih Škofijah podružnica oz. kuracija župnije Lazaret.

## Zunanjost cerkve
Vhodna fasada ima v osi kamnit, ravno zaključen vhodni portal in na straneh kamniti kvadratni okni. Razgibano oblikovan dvojni zvonik na preslico se nahaja na slemenu pročelja, v osi vhoda. Cerkev je zanimiva zaradi tipične, skromno oblikovane istrsko-primorske arhitekture.

## Notranjost cerkve
Nekoč sta bila v cerkvici dva oltarja, na glavnem je bila podoba zavetnika cerkve sv. Mateja, olje na platnu, na stranskem oltarju pa kip Lurške Marije.
Danes je notranjost v celoti predelana. Cerkev je spremenjena v manjšo dvorano, ki je vrsto let služila za verouk in pevske vaje, danes pa je prostor namenjen skavtom in drugim župnijskim skupinam.

## Prenove
Cerkvica je bila prenovljena in predelana leta 1967. Leta 2010 je bilo zamenjano ostrešje, od stavbnega pohištva okna in vrata, obnovljena je bila fasada.